# Woldemar Voigt
Pour les articles homonymes, voir Voigt.
Woldemar Voigt, né le 2 septembre 1850 à Leipzig et mort le 13 décembre 1919 à Göttingen, est un physicien allemand. Il est connu pour ses travaux sur la cristallographie, l'électromagnétisme et la relativité restreinte : il a notamment travaillé avec Hendrik Lorentz et Henri Becquerel. Il a aussi accompli des travaux en théorie de l'élasticité.

## Biographie
À partir de 1878, il réforme et élargit les bases de l'optique physique, précédemment formulée par Fresnel. En 1883, il tente de développer une théorie de la propagation de la lumière dans l'espace vide sur la base de l'hypothèse de l'éther lumineux. Il donne ensuite son modèle mécanique et se consacre à édifier une théorie phénoménologique : la forme définitive de sa théorie est présentée dans le volume III de son Kompendium der theoretischen Physik. La théorie de l'optique de Voigt est comparée à d'autres théories dans Handbuch der Physik (1984).
Il laisse son nom : 
- à la notation de Voigt utilisée en analyse tensorielle ;
- à la moyenne de Voigt en élasticité ;
- au modèle rhéologique de Kelvin-Voigt ;
- au profil de Voigt, profil de raie utilisé par exemple en diffraction des rayons X ou dans la description de la largeur Doppler d'une raie spectrale ;
- à l'effet Voigt (en) ;
- et à la transformation de Voigt.

### Transformation de Voigt
Dès 1886, Voigt étudie le problème des repères laissant invariante la vitesse de la lumière, voie qui sera reprise par Albert Einstein et qui le mènera à formuler la théorie de la relativité. Il est le premier à former des équations apparentées à la transformation de Lorentz, la transformation de Voigt, et démontre l'invariance de l'équation des ondes dans cette transformation. Leurs points de départ étaient une équation aux dérivées partielles pour des ondes transversales et une forme générale de la transformation de Galilée. Comme le souligne H. A. Lorentz dans une note de bas de page 198 de son livre Theory of Electrons, Voigt a donc prévu la transformation de Lorentz. Le travail de pionnier de Voigt en 1887 doit avoir été connu du créateur de la théorie moderne de la relativité, parce que ce travail a été cité en 1903 dans les Annalen der Physik et Voigt a aussi correspondu avec Lorentz en 1887 et 1888 sur l'expérience de Michelson-Morley. Il est également certain que Joseph Larmor connaissait la transformation de Voigt. Elle peut être écrite en notation moderne de la façon suivante :
{\displaystyle x^{\prime }=x-vt,\quad y^{\prime }={\frac {y}{\gamma }},\quad z^{\prime }={\frac {z}{\gamma }},\quad t^{\prime }=t-x{\frac {v}{c^{2}}}} ,
où {\displaystyle \gamma =1/{\sqrt {1-v^{2}/c^{2}}}} est le facteur de Lorentz.